# لا پلاتا، اویلا
لا پلاتا (اویلا) (به اسپانیایی: La Plata, Huila) یک سکونتگاه مسکونی در کلمبیا است که در بخش اویلا واقع شده‌است.

## خصوصیات
لا پلاتا ۱٬۲۷۱ کیلومترمربع مساحت و ۵۷٬۳۸۱ نفر جمعیت دارد و ۱٬۰۵۰ متر بالاتر از سطح دریا واقع شده‌است.